# كوكوتيني (ياش)
كوكوتيني هي قرية تقع في إقليم ياش في رومانيا وبلغ عدد سكانها 1,368 نسمة في عام 2007م.

## صور

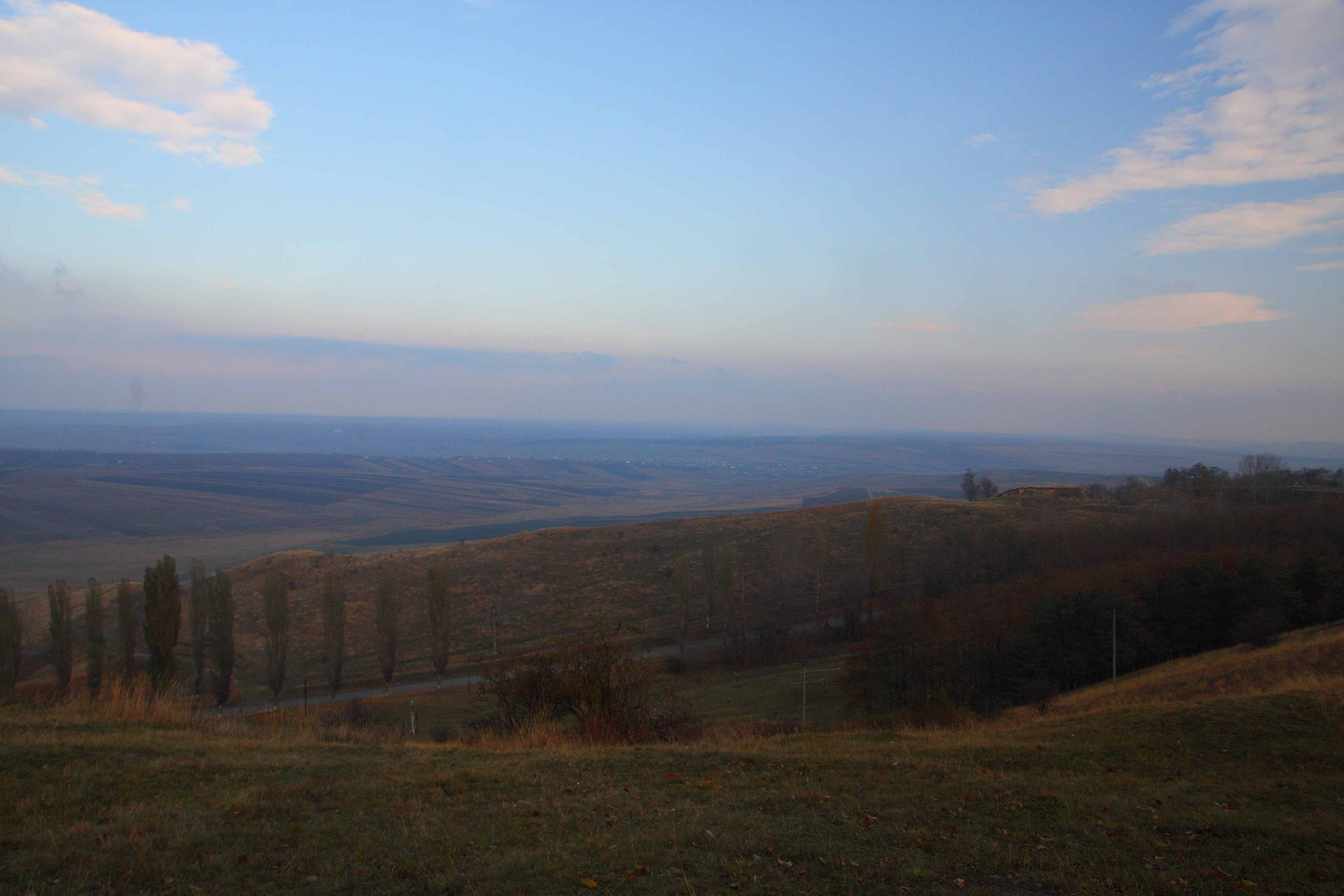
منظر عام للقرية
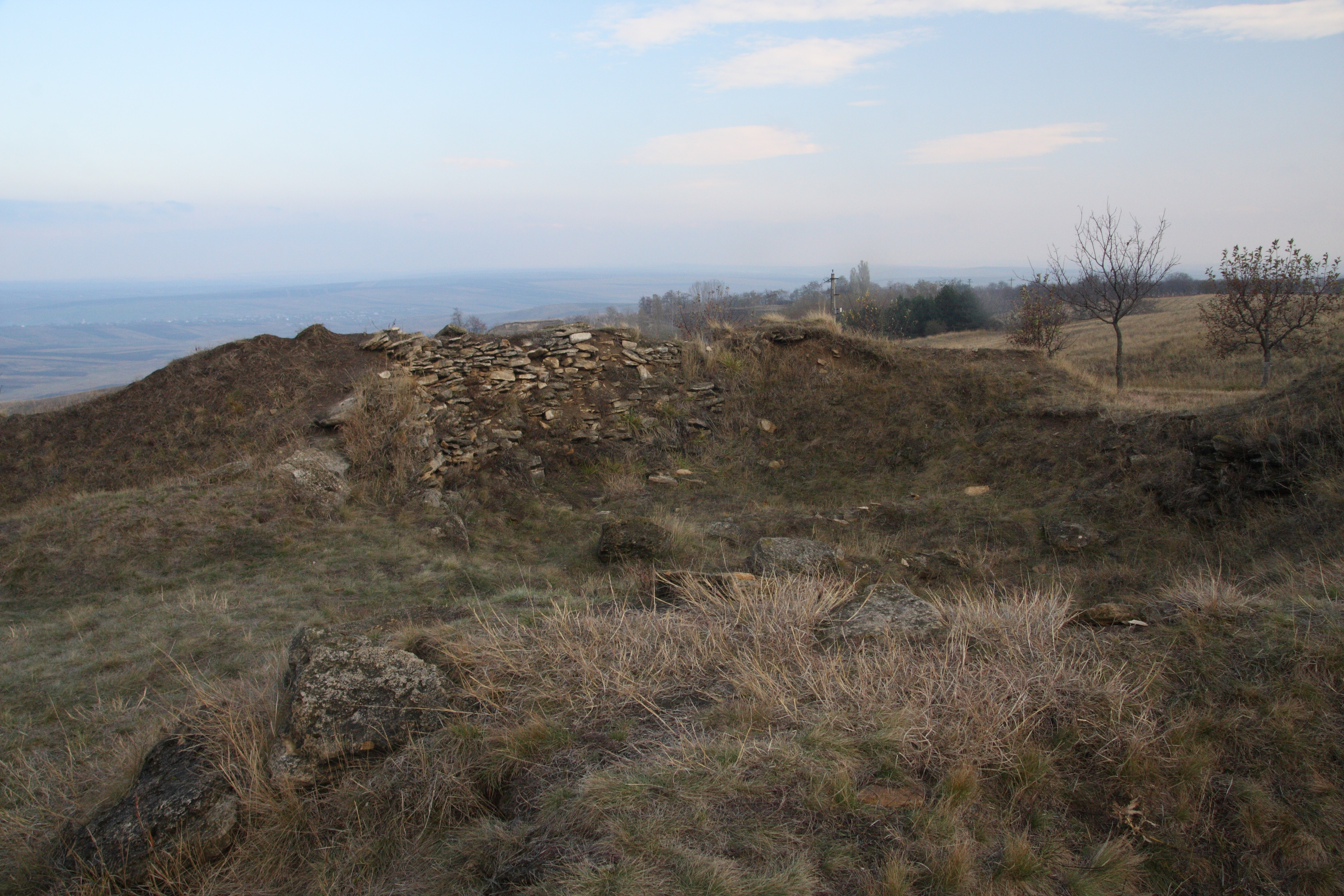
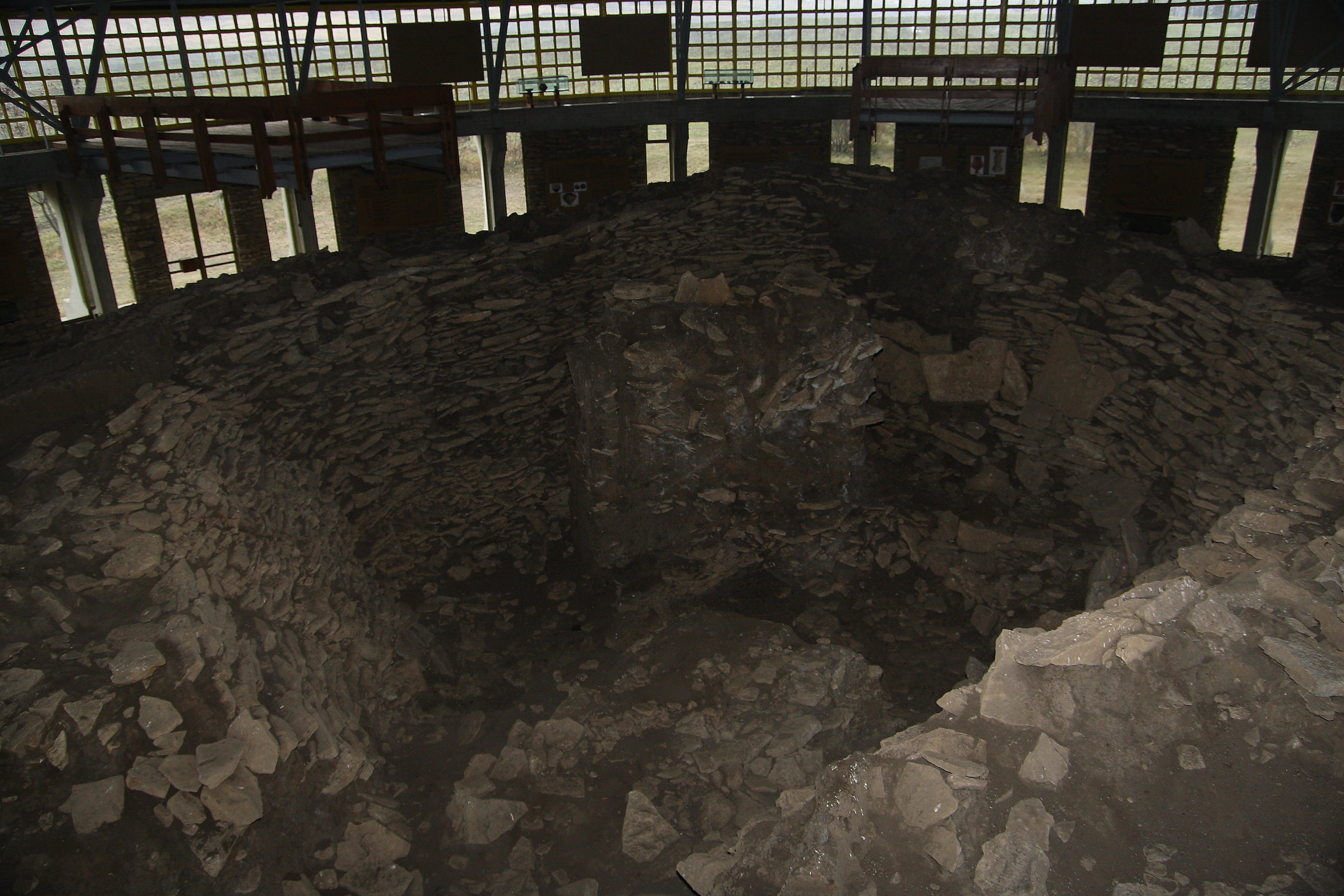
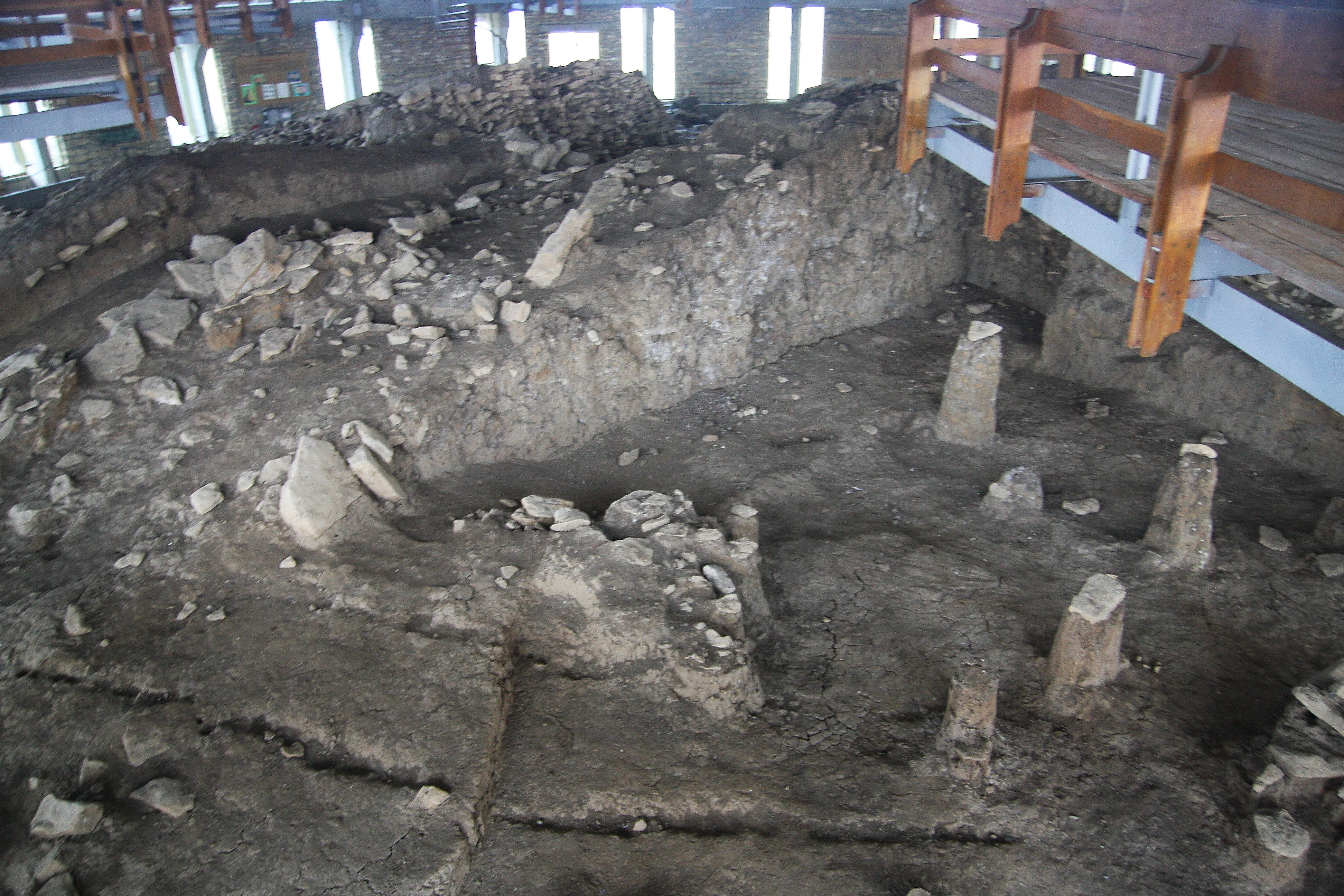
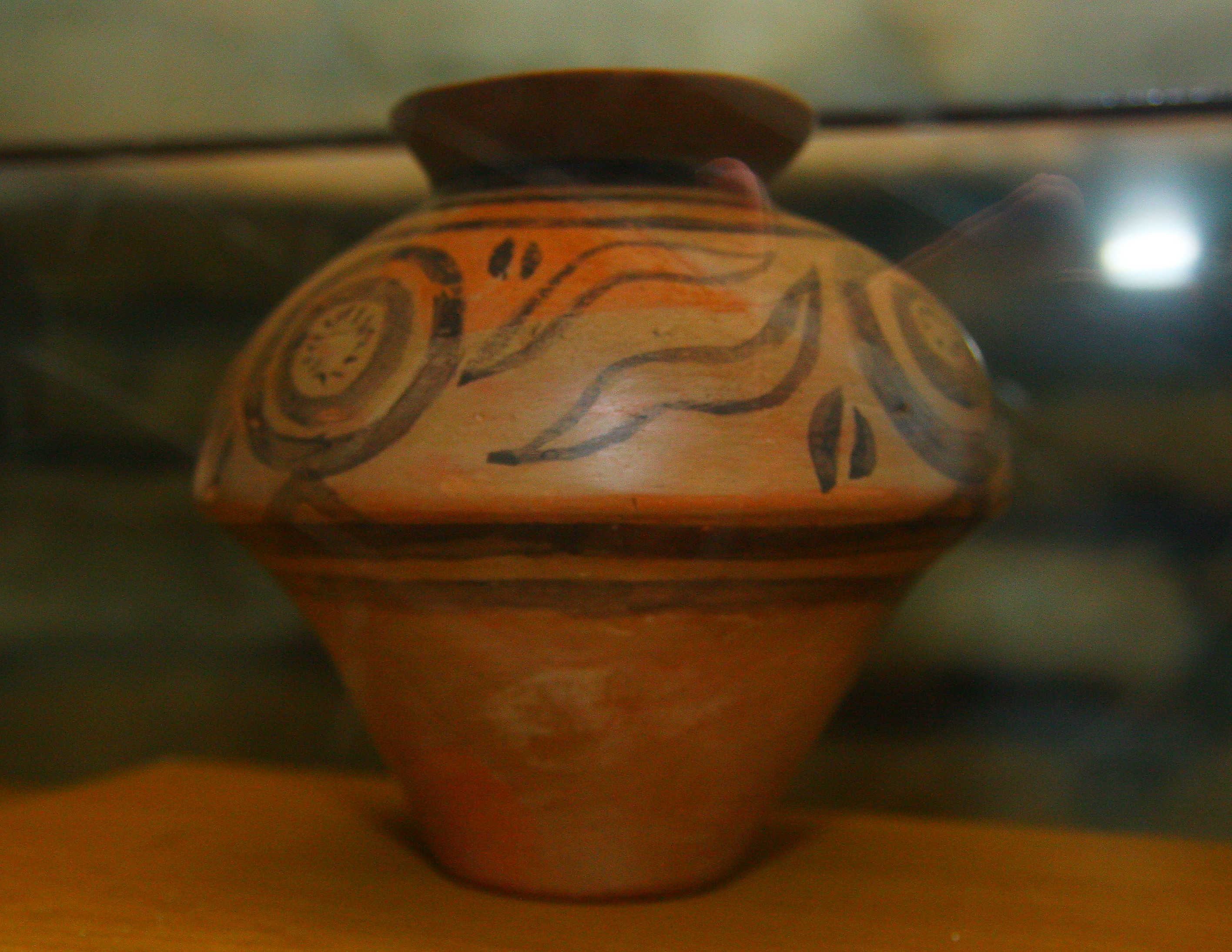